# Rezerwat przyrody Zakole
Zakole – rezerwat przyrody położony w miejscowości Żurawin, w gminie Lutowiska, w powiecie bieszczadzkim, w województwie podkarpackim. Znajduje się w granicach Parku Krajobrazowego Doliny Sanu, na gruntach w zarządzie Nadleśnictwa Stuposiany (leśnictwo Czereszenka). Jest położony w zakolu Sanu, tuż przy granicy z Ukrainą.
- numer według rejestru wojewódzkiego – 21
- powierzchnia – 5,15 ha[1] (akt powołujący podawał 5,25 ha)
- dokument powołujący – M.P. z 1971 r. nr 3, poz. 20
- rodzaj rezerwatu: torfowiskowy[1][4]

- typ rezerwatu – biocenotyczny i fizjocenotyczny

- podtyp rezerwatu – biocenoz naturalnych i półnaturalnych

- typ ekosystemu – torfowiskowy (bagienny)

- podtyp ekosystemu – torfowisk wysokich

- przedmiot ochrony (według aktu powołującego) – zespoły pierwotnej roślinności torfowiskowej[1][4]

Środkową część rezerwatu zajmuje mszar wysokotorfowiskowy, miejscami porośnięty przez świerk pospolity, brzozę omszoną i brodawkowatą. Na obrzeżach torfowiska występuje bór bagienny. W warstwie krzewinek, bujnie porastającej teren rezerwatu, występują m.in. borówka bagienna, bagno zwyczajne i bażyna czarna.
Rezerwat jest objęty ochroną ścisłą.